# Shortcomings
Shortcomings es una película de comedia dramática estadounidense de 2023 dirigida y producida por Randall Park, a partir de un guion de Adrian Tomine, basado en su cómic del mismo nombre. Está protagonizada por Justin H. Min, Sherry Cola, Ally Maki, Debby Ryan, Tavi Gevinson, Sonoya Mizuno, Jacob Batalon y Timothy Simons.
Tuvo su estreno mundial en el Festival de Cine de Sundance de 2023 el 21 de enero de 2023 y fue estrenada el 4 de agosto de 2023 por Sony Pictures Classics.

## Reparto
- Justin H. Min como Ben
- Sherry Cola como Alice
- Ally Maki como Miko
- Debby Ryan como Sasha
- Tavi Gevinson como Autumn
- Sonoya Mizuno como Meredith
- Jacob Batalon como Gene
- Timothy Simons como Leon

Además, Scott Seiss aparece como Lamont, un empleado del cine, mientras que Stephanie Hsu y Ronny Chieng hacen un cameo como la Sra. y el Sr. Wong, dos personajes en una película que a Ben no le gusta, con el director Randall Park también apareciendo en un cameo como Ji-Hun, mesero de un restaurante.

## Producción
En marzo de 2021, se anunció que Randall Park dirigiría la película con un guion de Adrian Tomine, basado en su cómic del mismo nombre, con Roadside Attractions como productora. En agosto de 2022, Justin H. Min, Sherry Cola, Ally Maki, Debby Ryan, Tavi Gevinson, Sonoya Mizuno, Jacob Batalon y Timothy Simons se unieron al elenco de la película, y la fotografía principal concluyó en la ciudad de Nueva York.

## Estreno
Tuvo su estreno mundial en el Festival de Cine de Sundance 2023 el 21 de enero de 2023. En marzo de 2023, Sony Pictures Classics adquirió los derechos de distribución de la película. Fue estrenada el 4 de agosto de 2023.